# Meredead
Meredead är ett album gjort av Leaves' Eyes utgivet 2011.

## Låtlista
1. Spirits' masquerade
2. Étain
3. Velvet heart
4. Kråkevisa
5. To France
6. Meredead
7. Sigrlinn
8. Mine tåror er ei grimme
9. Empty horizon
10. Veritas
11. Nystev
12. Tell-tale eyes
13. Sorhleod (bonuslåt)